# Флаг Джохора
Флаг Джохора — официальный символ малайзийского штата Джохор. Нынешний флаг был принят в 1870 году. Полотнище синего цвета с красным крыжем, на котором расположены белые полумесяц и пятиконечная звезда, немного наклонённые вниз.

## Символика
Белый и синий — цвета королевской власти и правительства. Полумесяц и синий цвет также символизируют ислам и Вселенную соответственно. Красный цвет символизирует касту воинов Хулабаланг.

## Прочие флаги

### Штандарты
К серии штандартов относятся не только королевские штандарты, но и штандарты некоторых высокопоставленных чиновников. Количество концов звезды говорит о ранге обладателя штандарта.
- штандарт султана белого цвета с синими полумесяцем и девятиконечной звездой в центре.
- штандарт султанши синего цвета с белыми полумесяцем, семиконечной звездой и треугольниками в каждом углу.
- штандарт наследного принца белого цвета с красными полумесяцем и семиконечной звездой в центре.
- штандарт бендахара белый флаг с красными полумесяцем, пятиконечной звездой и треугольниками в каждом углу.
- штандарт теменгонг жёлтого цвета с синими полумесяцем, пятиконечной звездой и треугольниками в каждом углу.
- штандарт султана-маршала чёрного цвета с красным крыжем, содержащим белые полумесяц и пятиконечную звезду. Флаг имеет вырез подходящий от свободного края близко к крыжу.
- штандарт других членов королевской семьи жёлтого цвета с синими полумесяцем и пятиконечной звездой.

### Флаги чиновников
- флаг регента диагонально делится на две равные части: жёлтую (правый верхний угол) и синюю (левый нижний угол). В центре находятся красные полумесяц и семиконечная звезда.
- флаг премьер-министра синего цвета с белыми полумесяцем и пятиконечной звездой в центре.
- флаг правителя города Муара состоит из четырёх прямоугольных равновеликих частей. Части у левого нижнего и правого верхнего углов чёрные. Часть у левого верхнего края красная с белыми полумесяцем и пятиконечной звездой. Часть у правого нижнего угла жёлтая с красными полумесяцем и пятиконечной звездой. Пропорция — 1:2
- флаг правителя города Бату-Пахат диагонально делится на две равные части: красную (правый верхний угол) и чёрную (левый нижний угол). В центре находятся белые полумесяц и пятиконечная звезда.
- флаг правителя города Сагемат диагонально делится на две равные части: красную (правый верхний угол) и белую (левый нижний угол). В центре находятся жёлтые полумесяц и пятиконечная звезда.

- Флаг регента

### Морские флаги
Почти все морские флаги Джохора похожи на флаг штата.

### Церемониальный флаг
Церемониальный флаг выглядит почти как крыж флага штата, только на церемониальном флаге полумесяц и звезда смотрят прямо вправо и присутствует кайма жёлтого и синего цвета.